# NGC 1215
NGC 1215 је спирална галаксија у сазвежђу Еридан која се налази на NGC листи објеката дубоког неба.
Деклинација објекта је - 9° 35' 34" а ректасцензија 3h 7m 9,6s. Привидна величина (магнитуда) објекта NGC 1215 износи 14,1 а фотографска магнитуда 15,0. NGC 1215 је још познат и под ознакама MCG -2-8-55, HCG 23B, PGC 11687.